# Peixinho-do-buraco-do-diabo
O peixinho-do-buraco-do-diabo (Cyprinodon diabolis) é uma espécie da família Cyprinodontidae em perigo crítico de extinção, encontrada apenas no  Buraco do Diabo, uma caverna cheia de água no estado americano de Nevada. Foi descrita pela primeira vez como uma espécie em 1930 e está intimamente relacionada ao Cyprinodon nevadensis [en] e ao  Cyprinodon salinus. A idade da espécie é desconhecida, com análises diferentes oferecendo intervalos entre mil e sessenta mil anos. É um peixe pequeno, com comprimento máximo de até 30 mm. A coloração dos indivíduos varia de acordo com a idade e o sexo: os machos são azuis metálicos brilhantes, enquanto as fêmeas e os filhotes são mais amarelos. Uma característica marcante dessa espécie é a ausência de nadadeiras pélvicas. O peixe consome quase todos os recursos alimentares disponíveis no Buraco do Diabo, incluindo besouros, caracóis, algas e crustáceos de água doce, com uma dieta que varia ao longo do ano. Ele é predado pela espécie de besouro Neoclypeodytes cinctellus [en] da família Dytiscidae, que foi observado pela primeira vez no Buraco do Diabo em 1999 ou 2000. A reprodução ocorre durante todo o ano, com picos na primavera e no outono. As fêmeas produzem poucos ovos e a sobrevivência do ovo ao adulto é baixa. Os indivíduos vivem de 10 a 14 meses.
O Buraco do Diabo tem mais de 130 m de profundidade, embora o peixe seja encontrado apenas nos 24 m superiores. A água tem uma temperatura constante de 33 °C e os níveis de oxigênio dissolvido são baixos. Uma pequena plataforma rochosa submersa e rasa fornece um habitat essencial para a alimentação e a desova do peixe. A irrigação agrícola próxima nas décadas de 1960 e 1970 fez com que a água caísse no Buraco do Diabo, fazendo com que cada vez menos a plataforma permanecesse submersa. Vários processos judiciais se seguiram, resultando no caso Cappaert v. United States, da Suprema Corte dos Estados Unidos, que determinou que a preservação do Buraco do Diabo como Monumento Nacional em 1952 implicitamente incluía a preservação de água subterrânea adequada para manter o valor científico da piscina e sua fauna. Outras ameaças enfrentadas pelas espécies incluem inundações repentinas, terremotos e vandalismo.

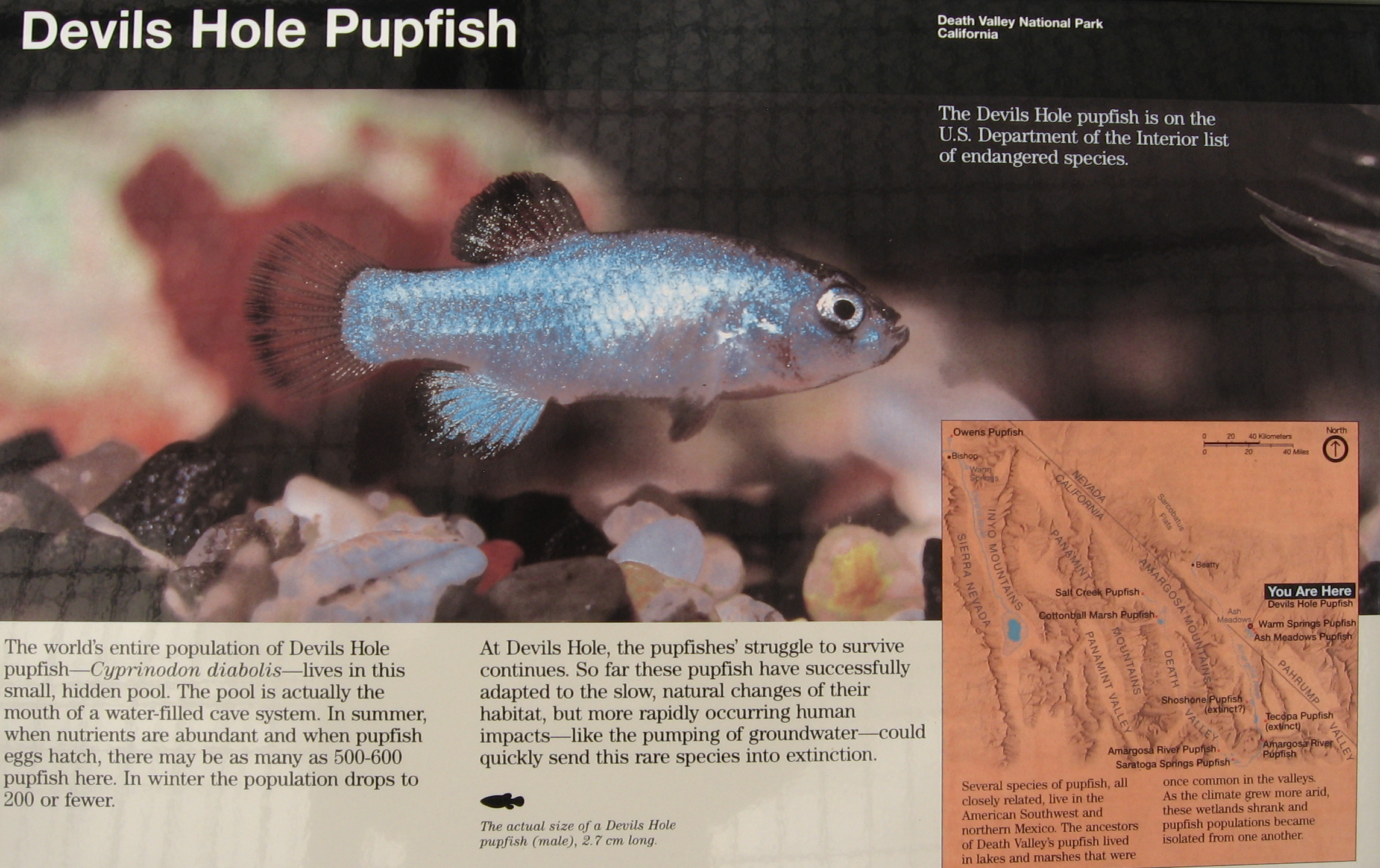
Peixinho-do-buraco-do-diabo.

Como toda a sua área de distribuição nativa é uma única localidade, esforços para criar outras populações têm sido feitos desde as décadas de 1960 e 1970, a maioria dos quais fracassou. Três refúgios foram criados em 1972, 1973 e 1990, embora todos tenham sido fechados em 2007 como resultado de falhas de manutenção, hibridização e do efeito fundador. No início da década de 2010, uma réplica exata dos 6,7 m superiores do Buraco do Diabo foi construída no Ash Meadows Fish Conservation Facility, que foi povoado com ovos retirados do Buraco do Diabo nos meses de inverno, quando o desenvolvimento em adultos é improvável. Os esforços para conservar a população selvagem incluíram a remoção de sedimentos da plataforma rasa, a adição de alimentos suplementares e a instalação de cercas e câmeras de segurança para manter afastadas as pessoas não autorizadas. Os esforços de conservação têm sido dispendiosos e dividem opiniões. Durante a batalha legal sobre a água subterrânea nas décadas de 1960 e 1970, foram distribuídos adesivos com os dizeres “Kill the Pupfish” (Mate o peixinho-do-buraco-do-diabo) ou “Save the Pupfish” (Salve o peixinho-do-buraco-do-diabo). Alguns argumentaram que se deveria permitir que a espécie fosse extinta, enquanto outros disseram que isso seria semelhante a “bombardear o Museu do Louvre para dar lugar a um estacionamento”.:76 
As contagens populacionais são realizadas duas vezes por ano, na primavera e no outono, sendo que a população do outono geralmente é muito maior. Desde 1972, as contagens populacionais atingiram um pico de cerca de 550 indivíduos. A contagem de abril de 2013 mostrou apenas 35 remanescentes na natureza, mas, em setembro de 2022, a contagem mostrou um total de 263 filhotes de peixe selvagens observados. O peixinho-do-buraco-do-diabo foi listado como em perigo de extinção pelo governo federal dos EUA desde 1967 e em perigo crítico pela União Internacional para a Conservação da Natureza desde 2014.

## Taxonomia e evolução
O peixinho-do-buraco-do-diabo foi descrito como uma nova espécie em 1930 pelo ictiólogo americano Joseph H. Wales [en]. O holótipo havia sido coletado por Wales e George S. Myers [en] em março de 1930 em Buraco do Diabo, no estado americano de Nevada. O descritor específico “diabolis” foi escolhido para fazer alusão à localidade-tipo de Buraco do Diabo. Tanto o nome da espécie quanto a localidade soletram “Buraco do Diabo” sem apóstrofo, uma relíquia das “peculiaridades dos cartógrafos e cientistas do governo”. De acordo com a análise genética, o grupo irmão do peixinho-do-buraco-do-diabo é o Cyprinodon nevadensis. Junto com o Cyprinodon salinus, as três espécies da bacia do rio Amargosa [en] formam um clado.
A idade da espécie está sujeita a um debate considerável, com análises que recuperam números totalmente diferentes. O Buraco do Diabo foi formado há cerca de 60.000 anos, e alguns pesquisadores presumem que o peixe existiu isoladamente por 10.000 a 20.000 anos. Não se sabe como ele colonizou o Buraco do Diabo; as hipóteses incluem a chegada por águas subterrâneas ou por terra firme. Como os nativos americanos usavam espécies de peixes da família Cyprinodontidae como alimento, especula-se que eles introduziram o peixinho-do-buraco-do-diabo em Buraco do Diabo, intencionalmente ou não. Sua divergência de um ancestral comum com o C. nevadensis mionectes foi estimada em 217-2530 anos em um estudo. Dois estudos, cada um baseado em conjuntos de dados genéticos independentes, estimaram que essa espécie pode ter colonizado o buraco pela primeira vez nos últimos 1.000 anos, mas outro sugeriu que a espécie é tão antiga quanto 60.000 anos. Essas estimativas dependem muito do conhecimento da taxa de mutação nessa espécie, que é desconhecida, mas que se prevê ser uma das mais altas para qualquer vertebrado devido ao pequeno tamanho de sua população.

## Descrição

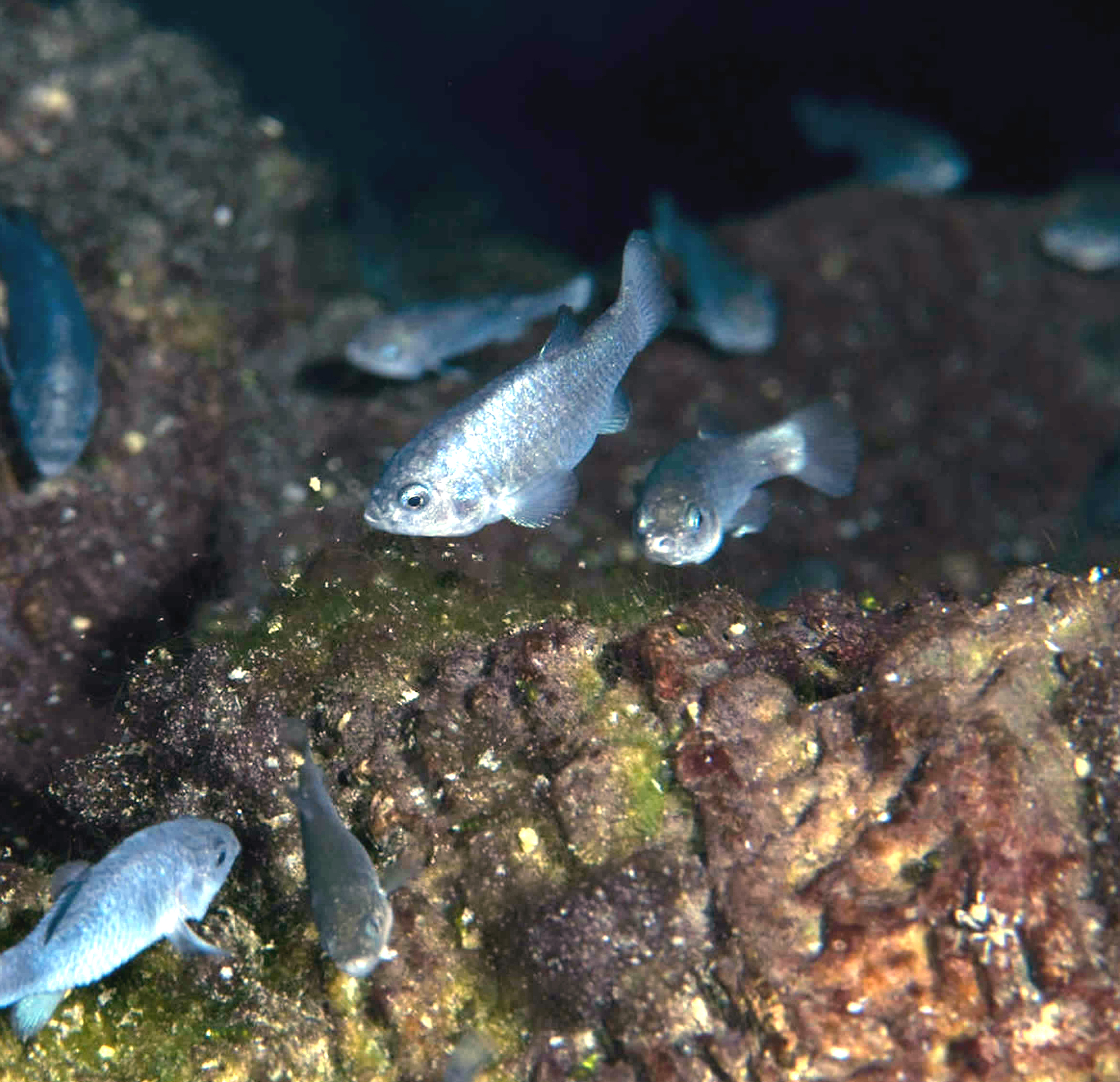
Grupo de peixinhos-do-buraco-do-diabo.

O peixinho-do-buraco-do-diabo é a menor espécie família Cyprinodontidae do gênero Cyprinodon [en], com comprimentos de até 30 mm. O comprimento médio é de 23 mm. Os machos e as fêmeas diferem na coloração. Os machos são marrom-escuros em geral, com azul metálico nas laterais. As margens de todas as nadadeiras são pretas e o dorso tem iridescência dourada. A iridescência é particularmente pronunciada nos opérculos (coberturas das brânquias), que têm um brilho violeta em sua parte posterior. A íris é azul e também iridescente. As fêmeas e os filhotes são mais amarelos do que os machos. As fêmeas têm o dorso marrom-amarelado e as margens das nadadeiras peitorais e caudais são amarelas, não pretas. Entretanto, a nadadeira dorsal tem uma margem preta como a dos machos. Os opérculos das fêmeas são verde-metálicos e seus olhos são azul-metálicos. Os filhotes têm a mesma coloração geral das fêmeas, embora tenham uma leve barra vertical em suas laterais.
Os indivíduos não têm nadadeiras pélvicas, embora tenha sido observado que elas crescem quando criados em cativeiro em temperaturas mais baixas. Sua nadadeira dorsal tem doze raios, enquanto cada nadadeira peitoral tem dezessete raios. A nadadeira caudal é de aparência convexa e tem vinte e oito raios, curvando-se para fora na margem. Sua série lateral (o número de escamas da extremidade posterior do opérculo até o início da cauda) é de vinte e sete escamas. As escamas são ctenoides, ou dentadas, na margem externa.

## Biologia e ecologia

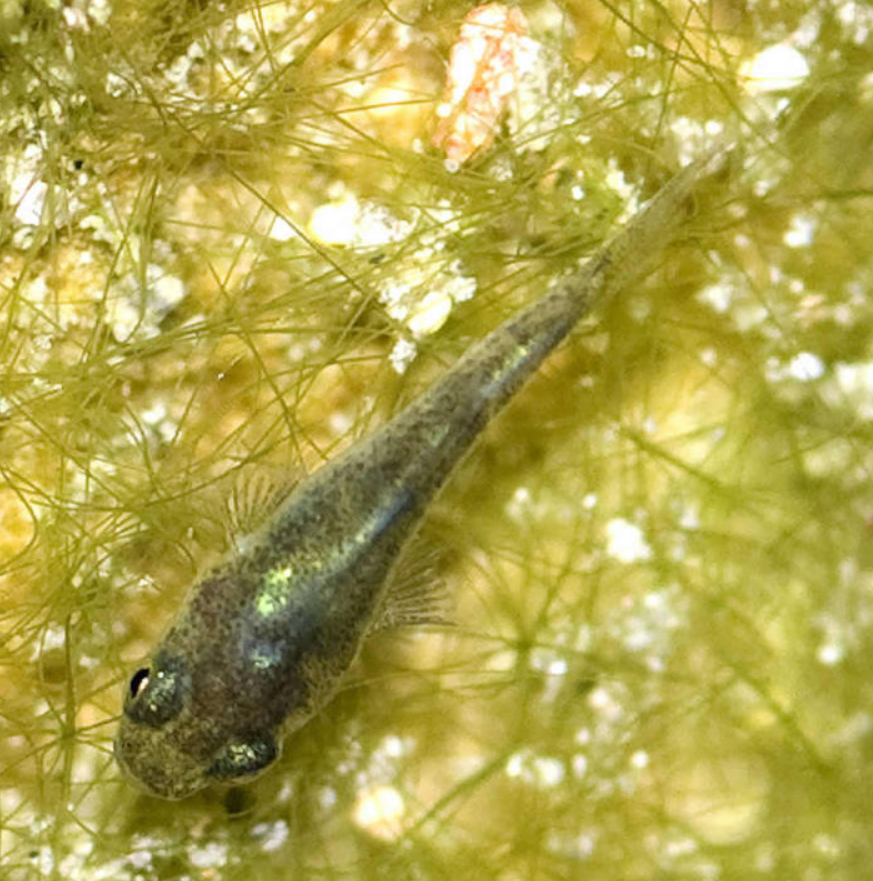
Larva do peixinho-do-buraco-do-diabo.

O peixinho-do-buraco-do-diabo consome uma variedade de itens alimentares que representam quase todos os recursos alimentares possíveis em Buraco do Diabo. Seus recursos alimentares incluem material particulado inorgânico; as algas Spirogyra e diatomáceas; os crustáceos de água doce  Hyalella azteca e ostracodos; protozoários; o besouro Stenelmis calida; o verme plano Girardia dorotocephala [en]; e os caracóis de água doce Tryonia [en]. O consumo dos diversos recursos alimentares varia sazonalmente, embora o material particulado inorgânico tenha tido uma alta frequência de ocorrência no conteúdo estomacal durante todo o ano em um estudo. O material particulado inorgânico consiste principalmente de travertino, uma forma de calcário. Os três itens alimentares mais comuns para cada estação por frequência de ocorrência foram:
- Primavera (março a maio): material particulado inorgânico (83%), diatomáceas (75%) e Spirogyra (58%)

- Verão (junho a agosto): material particulado inorgânico (79%), Spirogyra (46%) e diatomáceas (46%)

- Outono (setembro a novembro): material particulado inorgânico (95%), Spirogyra (74%) e Hyalella azteca (33%)

- Inverno (dezembro a fevereiro): material particulado inorgânico (100%), diatomáceas (91%) e ostracodos (45%)

Como a Spirogyra foi encontrada em sua maior parte não digerida no estômago, os autores levantaram a hipótese de que ela não era importante como recurso alimentar, mas sim como substrato de forrageamento. Acredita-se que o material particulado inorgânico tenha sido consumido incidentalmente, bem como resultado da estratégia de forrageamento do peixe, que se alimenta no fundo e na superfície.

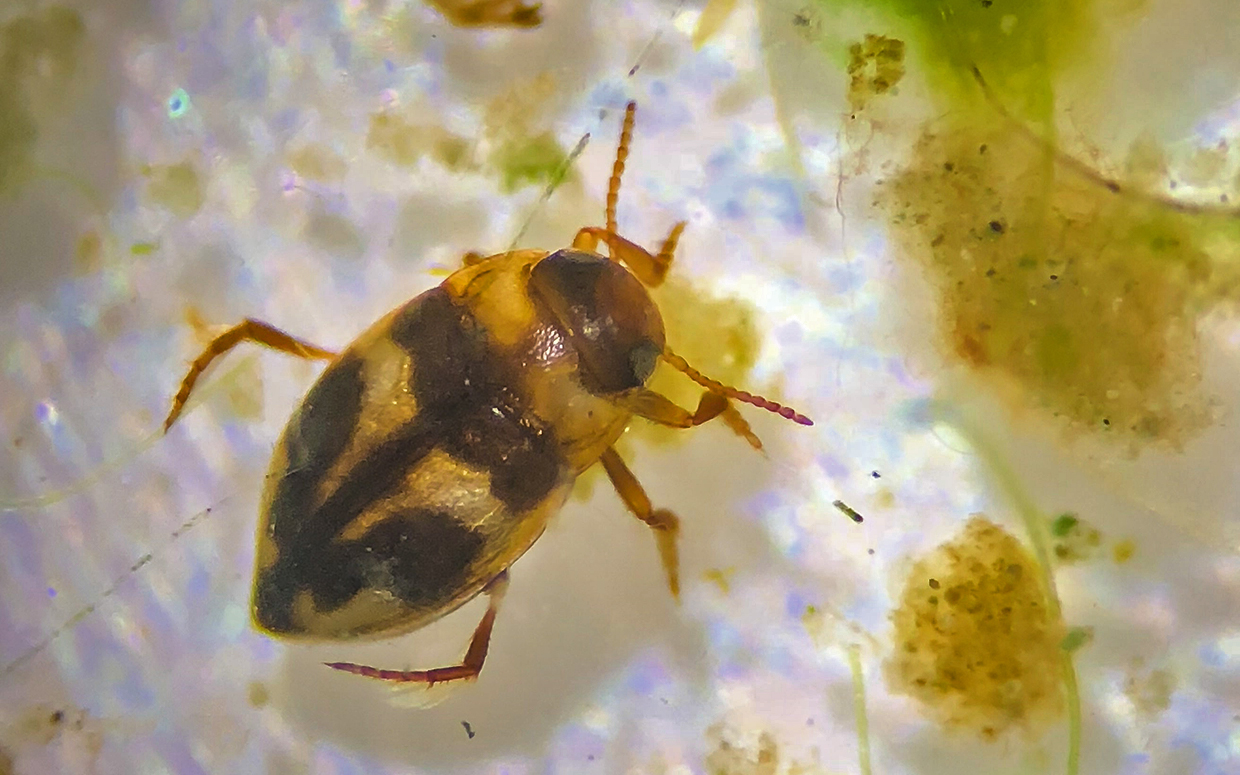
Besouro Neoclypeodytes cinctellus encontrado em Buraco do Diabo.

Os predadores do peixinho-do-buraco-do-diabo incluem a espécie de besouro Neoclypeodytes cinctellus [en] da família Dytiscidae, que consome seus ovos e filhotes. O N. cinctellus provavelmente também se alimenta de alguns dos mesmos invertebrados que o peixinho-do-buraco-do-diabo, o que significa que ele é um concorrente e também um predador. O besouro só recentemente passou a fazer parte do ecossistema e foi documentado pela primeira vez no Buraco do Diabo em 1999 ou 2000.
Embora a desova ocorra durante todo o ano, o pico de desova ocorre de meados de fevereiro a meados de maio, com um pico menor de julho a setembro. As fêmeas do peixinho-do-buraco-do-diabo têm baixa fecundidade, que é a capacidade de gerar descendentes. A fêmea média pode produzir apenas quatro ou cinco óvulos maduros a cada temporada de reprodução. Os óvulos maduros representam de 10 a 20% do número total de óvulos produzidos. Durante cada desova, acredita-se que uma fêmea madura produza apenas um único óvulo, que tem apenas 1 mm de diâmetro. Além da baixa fecundidade, os ovos têm baixo sucesso de eclosão e os filhotes têm baixas taxas de sobrevivência. Os indivíduos têm uma vida útil de 10 a 14 meses.
Como a plataforma rochosa na qual os peixes se alimentam e se reproduzem é suscetível à atividade sísmica, o comportamento especializado atenua o impacto dos terremotos. Quando ocorre um distúrbio, como um terremoto, isso faz com que os peixes fujam em massa para as profundezas,(12:58) e iniciam um evento de desova que pode estar fora de época. Durante a desova provocada por um distúrbio, vários machos perseguem fêmeas solitárias até que elas se tornem receptivas, momento em que a fêmea permite que um dos machos nade ao seu lado. A fêmea então põe um ovo que o macho fertiliza imediatamente.
O peixinho-do-buraco-do-diabo tem movimentos diários e sazonais dentro do Buraco do Diabo. Por volta do meio-dia, quando a luz do sol está em sua intensidade máxima na plataforma rasa, o número de peixes na plataforma diminui. Essa tendência de deixar a plataforma ao meio-dia é mais acentuada de abril a setembro. De dezembro a março, quando a plataforma rasa recebe pouca ou nenhuma luz solar direta ao meio-dia, o número de peixes na plataforma aumenta à medida que o dia avança. Nos meses de verão, quando a plataforma recebe mais luz solar, é menos provável que os peixes usem a plataforma rasa.
Tendo se adaptado a um ambiente com baixa saturação de oxigênio, o peixinho-do-buraco-do-diabo desenvolveu um comportamento conhecido como “anaerobismo paradoxal”. O peixe entra em um estado de torpor e é conhecido por deixar de respirar oxigênio por até duas horas. Como subproduto desse método alternativo de respiração, o peixe produz etanol.(17:52)

## Habitat

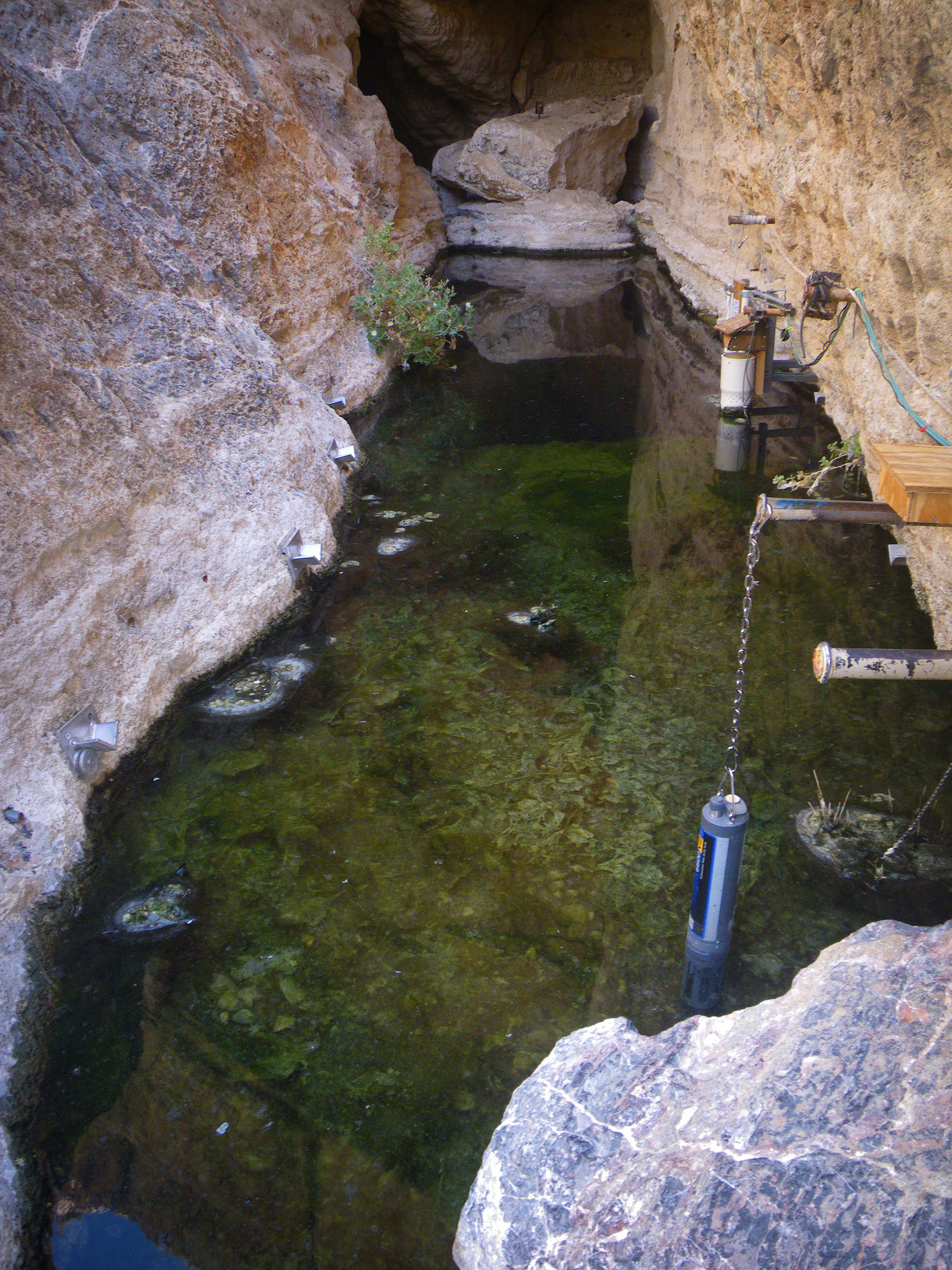
Quase toda a área natural da espécie é visível nesta foto. O equipamento é usado para monitorar o nível da água.

O Buraco do Diabo e o peixinho-do-buraco-do-diabo estão localizados no ecossistema do deserto de Amargosa, no Vale de Amargosa [en], no sudoeste de Nevada, nos Estados Unidos, a leste do Vale da Morte e das Montanhas Funerárias e da Cordilheira de Amargosa [en]. O rio Amargosa faz parte do Buraco do Diabo e da hidrologia do aquífero da região. O Buraco do Diabo é uma caverna cheia de água que se estende em uma encosta. Está a uma altitude de 730 m acima do nível do mar e a água está a uma temperatura constante de 33 °C. A área da superfície do Buraco do Diabo tem cerca de 22 m de comprimento por 3,5 m de largura. Sua profundidade é de pelo menos 130 m. O Buraco do Diabo “pode ser o menor habitat do mundo que contém toda a população de uma espécie de vertebrado”. Aproximadamente 0,3 m de profundidade em uma extremidade do Buraco do Diabo é uma pequena plataforma rochosa de 3,5 por 5 m. O oxigênio dissolvido da água é de 2,5 a 3,0 ppm até cerca de 22 m de profundidade, embora a plataforma rasa possa ter níveis de oxigênio dissolvido tão altos quanto 6,0 a 7,0 ppm em junho e julho.
Embora tenham sido encontrados em profundidades de até 24 metros, seus números são mais densos acima de profundidades de 15 m. Eles dependem da plataforma rasa para desovar, bem como para grande parte de sua dieta, que consiste principalmente de diatomáceas. Sabe-se que ameaças naturais, desde enchentes relâmpago até terremotos, perturbam esse frágil ecossistema, mas, nas décadas de 1960 e 1970, a principal ameaça era o esgotamento das águas subterrâneas devido à irrigação agrícola.
Pesquisas indicam que a flutuação anual da população é uma resposta à quantidade de algas na plataforma rasa, que depende da radiação solar que chega e dos níveis de nutrientes. A disponibilidade de nutrientes pode atingir o pico quando a caverna é usada por corujas-das-torres como local de pouso ou nidificação, pois suas plumadas ricas em nutrientes caem na água.

## Conservação e status

### Ameaças
A espécie do peixinho-do-buraco-do-diabo é limitada a um único local e altamente suscetível a distúrbios. Na década de 1970, a espécie foi ameaçada pelo esgotamento da água subterrânea, pois a retirada da água subterrânea reduziu o nível de água do Buraco do Diabo e limitou sua capacidade de desovar na plataforma rasa. Depois que a retirada de água subterrânea foi limitada, sua população se recuperou, mas sofreu um segundo declínio a partir de 1995. As razões para o segundo declínio são desconhecidas, mas a depressão de consanguinidade, a perda de uma espécie de presa, as mudanças nas comunidades de algas e microbianas ou a mudança na dinâmica dos sedimentos foram consideradas como fatores potenciais. No futuro, ele poderá enfrentar ameaças relacionadas às mudanças climáticas, pois prevê-se que o aquecimento das temperaturas na área encurtará o período de recrutamento ideal, ou o momento em que a próxima geração é produzida e amadurece.
Terremotos de grande escala, como o terremoto de Guerrero-Oaxaca de 2012 [en], o terremoto do Golfo do Alasca de 2018 [en] e os terremotos de Ridgecrest de 2019 causaram ondas estacionárias conhecidas como seichas em Buraco do Diabo, o que pode levar a um evento de desova não sazonal devido à perturbação do ambiente dos peixes. As ondas causadas por terremotos podem remover as algas das rochas (bem como os ovos e as larvas), afetando o suprimento de alimentos e os locais de desova. Enchentes relâmpago também afetam as algas por meio de detritos arrastados para o Buraco do Diabo.
Além da ameaça indireta do esgotamento das águas subterrâneas, as ações humanas também podem afetar o peixinho-do-buraco-do-diabo de outras formas. Em 2004, uma enchente relâmpago arrastou equipamentos de monitoramento científico para o Buraco do Diabo, causando a morte de cerca de oitenta peixes filhotes. Em abril de 2016, três homens invadiram a área protegida do Buraco do Diabo, destruindo equipamentos científicos e entrando na plataforma rasa, esmagando ovos e larvas de peixinho-do-buraco-do-diabo, além de vomitar na água.
O isolamento ao longo de milhares de anos fez com que o peixinho-do-buraco-do-diabo se tornasse o que se acredita ser um dos vertebrados mais consanguíneos da Terra, e a alta carga de mutação e a instabilidade genética resultantes continuam sendo uma possível ameaça de longo prazo para a espécie como um todo.

### Designações de status e ações legais

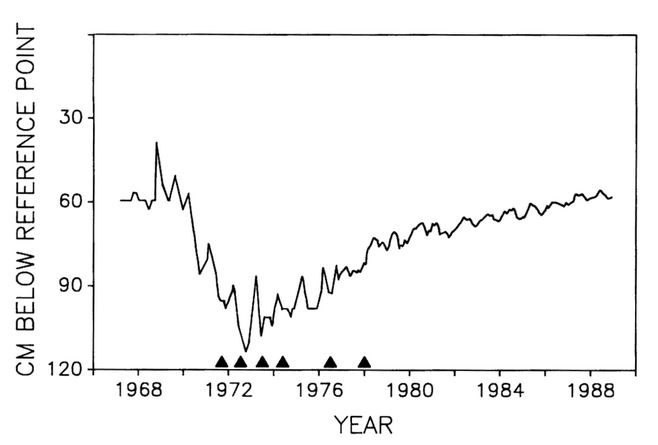
Nível da água em Buraco do Diabo de 1967 a 1988. Os pontos representam as médias máximas mensais. Os triângulos no eixo x correspondem a: 1) ação movida no tribunal distrital e três poços fechados (1971); 2) ação reativada (1972); 3) liminar preliminar (1973); 4) liminar permanente (1974); 5) decisão da Suprema Corte dos EUA (1976); 6) nível de água final ordenado pelo tribunal distrital (1977).

No final da década de 1940, o ictiólogo Carl Leavitt Hubbs [en] começou a fazer campanha pela proteção legal do Buraco do Diabo e do peixinho-do-buraco-do-diabo. Isso levou o presidente Harry S. Truman a emitir uma proclamação em 1952 que tornou o Buraco do Diabo parte do Monumento Nacional do Vale da Morte (hoje Parque Nacional do Vale da Morte). Em 1956, o Serviço Geológico dos Estados Unidos (USGS) instalou o primeiro registrador de nível de água. O peixe foi oficialmente listado como uma espécie ameaçada de extinção em 1967, tornando-se uma das primeiras espécies protegidas pela Lei de Espécies Ameaçadas de Extinção de 1973.
Em 1967, a Spring Meadows, Inc. começou a comprar grandes áreas de Ash Meadows, em grande parte do Bureau of Land Management, na expectativa de desenvolver 48,6 km² de terras agrícolas irrigadas. Muitos poços foram perfurados de 1967 a 1970, causando um declínio da água em Buraco do Diabo em 1968. O nível continuou a cair até 1972, causando alarme, pois um estudo de 1969 havia determinado que a plataforma rasa era praticamente o único habitat de alimentação e desova disponível para os peixes. Os conservacionistas e a opinião pública começaram a se mobilizar para a preservação do peixinho-do-buraco-do-diabo, com uma edição de 1970 da revista Cry California declarando que permitir a extinção do peixinho-do-buraco-do-diabo seria “comparável a bombardear o Louvre para dar lugar a um estacionamento”.:76 Duas organizações foram formadas em apoio à espécie: o Desert Fishes Council e a Desert Pupfish Task Force.
Em 1970, o USGS iniciou um estudo para determinar por que o nível da água estava recuando em Buraco do Diabo, concluindo que uma retirada substancial de água subterrânea afetaria negativamente o nível da água e, portanto, o habitat do peixinho-do-buraco-do-diabo. Em agosto de 1971, o Departamento de Justiça dos EUA entrou com uma queixa em nome do Departamento do Interior, buscando impedir que a Spring Meadows usasse três poços identificados como os de maior impacto em Buraco do Diabo. A base do argumento era que, quando Buraco do Diabo se tornou parte de um Monumento Nacional em 1952, foi reservada água suficiente “para atender às exigências e aos objetivos do monumento”. Mais tarde, naquele mês, Spring Meadows e o governo federal fizeram um acordo de que cessariam a operação dos três poços identificados e não aumentariam a retirada em seus outros poços para compensar. Embora o nível da água tenha subido brevemente, ele mais uma vez entrou em declínio, expondo mais da metade da plataforma rasa no verão de 1972. Isso fez com que o governo reativasse o processo em 1972. Agora, eles queriam que a Spring Meadows parasse de usar qualquer poço dentro de 4 km de Buraco do Diabo para qualquer finalidade não doméstica com base na doutrina de reserva implícita estabelecida em Winters v. United States (1908). Em junho de 1973, foi emitida uma liminar a favor do governo, que foi apelada ao Tribunal de Apelações dos Estados Unidos para o Nono Circuito (confirmada em 1974) e à Suprema Corte dos Estados Unidos.:79 
No caso Cappaert vs. U.S., decidido em 1976, a Suprema Corte confirmou a liminar e determinou que o tribunal distrital deveria estabelecer o nível mínimo de água necessário para garantir a sobrevivência do peixinho-do-buraco-do-diabo.: 79 O Tribunal declarou que, ao tornar o Buraco do Diabo parte de um Monumento Nacional, a água subterrânea necessária para sustentar o peixinho-do-buraco-do-diabo foi implicitamente reservada. Em 1977, o tribunal distrital determinou que o nível mínimo de água seria de 0,82 m abaixo de um ponto de referência na parede.

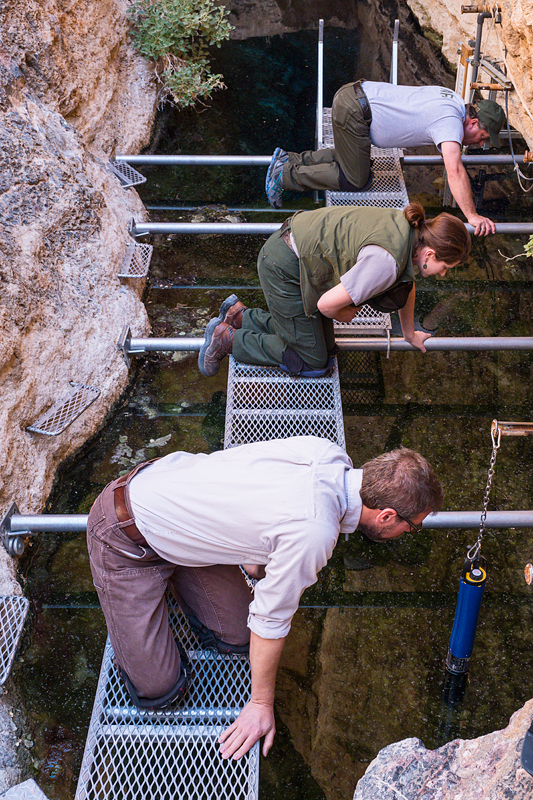
Pesquisadores realizam uma contagem da população do peixinho-do-buraco-do-diabo.

Em 1980, o Serviço de Pesca e Vida Selvagem dos EUA (USFWS) designou cerca de 21.000 acres como habitat essencial, onde o lençol freático mais influenciava o nível de água no Buraco do Diabo. Uma das metas identificadas no plano de recuperação era manter o aquífero em níveis tais que a população flutuasse de 300 no inverno para 700-900 no final do verão. A fonte de água para o peixinho-do-buraco-do-diabo estava agora protegida do uso industrial, mas o restante de Ash Meadows estava desprotegido. Quando o USFWS se recusou a comprar as terras da Cappaert Enterprises, Ash Meadows foi vendida em 1980 para uma empresa de desenvolvimento imobiliário, a Preferred Equities Corporation, que adquiriu outras terras próximas com a intenção de criar 33.636 parcelas residenciais no total.:81–82 Como a liminar original limitava o uso da água para fins domésticos, não ficou claro se os residentes da subdivisão proposta teriam que limitar o uso da água em relação ao nível de Buraco do Diabo.:82 Em 1982, o Secretário do Interior James G. Watt aprovou a listagem emergencial de mais dois peixes de Ash Meadows, o Cyprinodon nevadensis mionectes e o Rhinichthys osculus nevadensis. Portanto, o desenvolvimento posterior pela Preferred Equities Corporation quase certamente violaria a Lei de Espécies Ameaçadas.:83 Após longas negociações, a The Nature Conservancy (uma organização sem fins lucrativos) conseguiu comprar Ash Meadows por US$ 5,5 milhões em fevereiro de 1984, com reembolso de US$ 5 milhões do governo federal dos EUA. Em junho de 1984, foi estabelecido o Ash Meadows National Wildlife Refuge [en], quando a The Nature Conservancy transferiu a propriedade para o governo.:85 Em 1986, foi elaborado um plano de recuperação para toda a área de Ash Meadows, incluindo Buraco do Diabo.
Em 2014, o peixinho-do-buraco-do-diabo foi avaliado como uma espécie em perigo crítico de extinção pela IUCN. A espécie atende aos critérios para essa designação devido à sua extensão de ocorrência e área de ocupação extremamente pequenas, ambas inferiores a 1 km². Além disso, a espécie é encontrada em uma única localidade e tem uma população muito pequena, geralmente com menos de 100 indivíduos maduros. No estado de Nevada, ela é considerada uma espécie protegida que também está em perigo de extinção.

### Ações de recuperação

#### Na natureza
Pouco depois de 1956, um portão trancado foi instalado em uma fenda de rocha do Buraco do Diabo para limitar o acesso do público ao local. Em 1970, quando a plataforma rasa foi exposta pelo esgotamento da água subterrânea, uma plataforma artificial foi instalada no Buraco do Diabo. Ela nunca foi usada pelos peixes. Em 2005, 1,7 m³ de sedimentos foram removidos da plataforma rasa para estimular a alimentação e a desova. Embora o número de larvas pareça ter aumentado como resultado, a população ainda sofreu um declínio líquido no ano seguinte. Em janeiro de 2006, os biólogos começaram a suplementar o suprimento de alimentos dos peixes em resposta a observações de saúde debilitada e desnutrição. Depois que o vandalismo resultou na morte de um peixinho-do-buraco-do-diabo em 2016, o Serviço de Parques Nacionais adicionou mais arame farpado ao topo das cercas que circundam o Buraco do Diabo, instalando também mais sensores de movimento e câmeras de vídeo.

#### Conservaçãoex situ

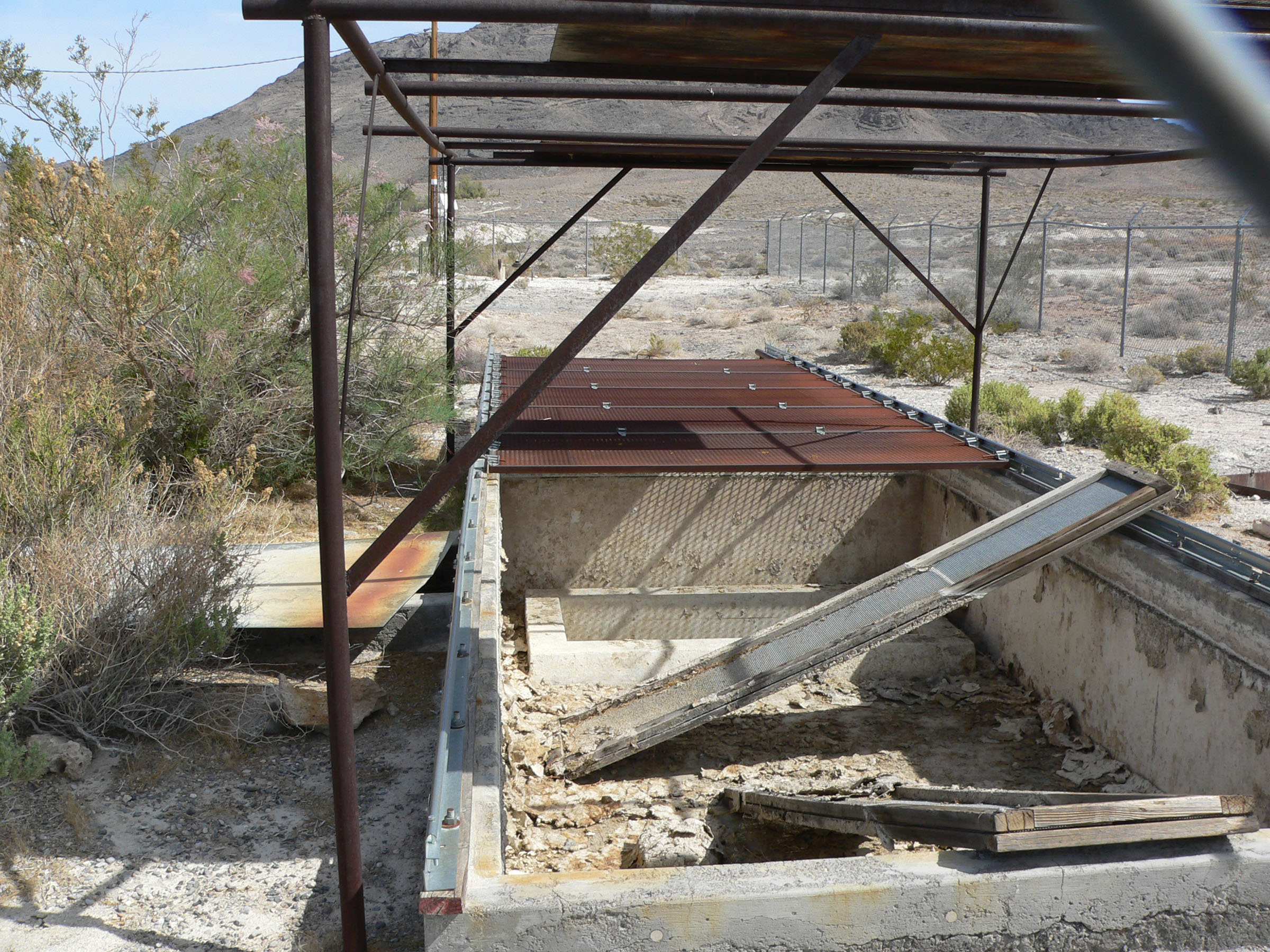
Refúgio de peixinhos-do-buraco-do-diabo em School Springs, agora extinto.

Devido ao temor de extinção nas décadas de 1960 e 1970, várias medidas foram tomadas para criar várias populações do peixinho-do-buraco-do-diabo fora do Buraco do Diabo para proteger a espécie, o que é conhecido como conservação ex situ. Algumas dessas medidas, como o transplante dos peixes para fontes naturais próximas, fracassaram rapidamente. Os peixes desapareceram, embora uma população em Purgatory Spring tenha sido destruída pelos biólogos, pois os peixes estavam deformados e não se pareciam mais com o peixinho-do-buraco-do-diabo. Naquela época, foram feitas duas tentativas de estabelecer populações em aquários, uma na Academia de Ciências da Califórnia e outra na Universidade Estadual da Califórnia (Fresno), embora também tenham fracassado. Várias tentativas de “refúgios” artificiais, que consistiam em tanques de concreto que se aproximavam das condições do Buraco do Diabo, foram feitas para garantir a sobrevivência da espécie caso a população natural do Buraco do Diabo desaparecesse. O Refúgio da Represa Hoover para Peixes do Deserto Ameaçados de Extinção foi estabelecido em agosto de 1972, com os primeiros 27 peixes filhotes translocados em outubro de 1972. O Refúgio da Represa Hoover foi mantido com sucesso por vários anos e atingiu uma população de várias centenas de indivíduos, embora a proporção entre os sexos fosse altamente inclinada para os machos, com até três machos por fêmea. No entanto, em 1985 ou 1986, um componente do sistema de abastecimento de água falhou, matando muitos dos peixes. Quase todos os peixes restantes morreram em outubro de 1986, quando uma falha adicional fez com que a temperatura da água caísse drasticamente. O único peixe sobrevivente foi então removido. Em 1973, um segundo refúgio foi estabelecido no Ash Meadows National Wildlife Refuge (AMNWR), a Amargosa Pupfish Station, também conhecida como refúgio School Springs. Da população inicial de 25 peixes, ela permaneceu com várias dezenas de indivíduos até que uma falha de energia em agosto de 1984 interrompeu o fluxo de água, reduzindo a população para 7. A população aumentou para 121 em outubro de 1987. Em 1990, um terceiro refúgio foi construído, também no AMNWR, chamado de refúgio Point of Rocks.
As tentativas de manter as populações dos refúgios por meio de métodos tradicionais foram em grande parte ineficazes, atribuídas ao pequeno tamanho da população fundadora de cada refúgio, bem como às falhas de manutenção. A população do refúgio Point of Rocks inesperadamente apresentou indivíduos com nadadeiras pélvicas, que não são encontradas na espécie. Evidências genéticas mostraram que cerca de três indivíduos da espécie C. nevadensis, que tem nadadeiras pélvicas, invadiram o Point of Rocks entre 1997 e 2005, hibridizando-se com o peixinho-do-buraco-do-diabo. Os genes do C. nevadensis rapidamente se tornaram altamente predominantes no conjunto genético, e os pesquisadores concluíram que “...acrescentamos a hibridização à longa lista de problemas que conspiraram contra a propagação bem-sucedida do C. diabolis em ambientes artificiais fora de seu habitat nativo”. A população de School Springs foi extirpada em 2003, a população do refúgio da Represa Hoover foi extirpada novamente em 2006 e a do refúgio de Point of Rocks foi extirpada em 2007.

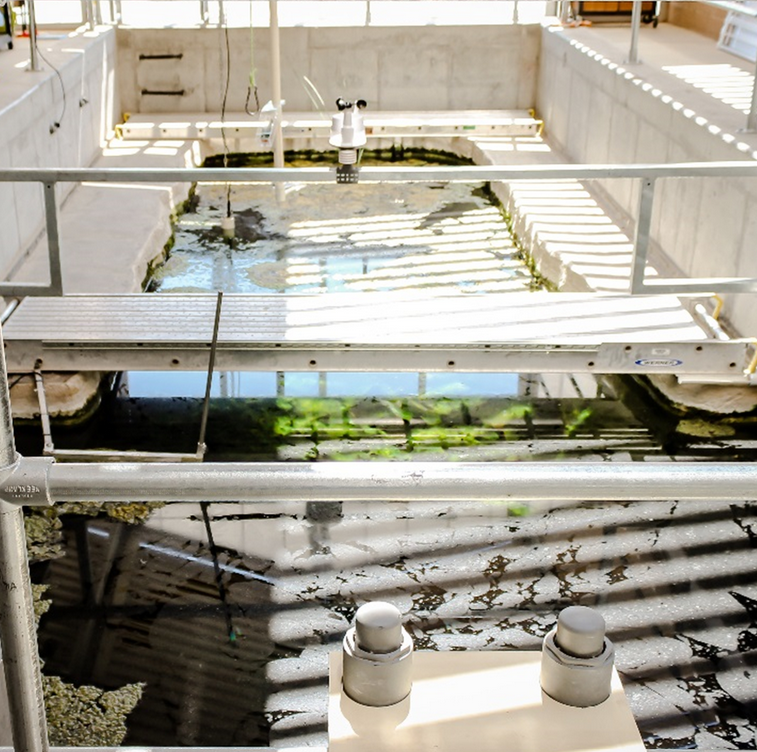
Tanque do peixinho-do-buraco-do-diabo visto de cima na Ash Meadows Fish Conservation Facility.

De maio a agosto de 2006, dois filhotes do peixinho-do-buraco-do-diabo de Buraco do Diabo e cinco do refúgio da Represa Hoover foram transferidos para um aquário do cassino Las Vegas Strip, no Mandalay Bay, com a esperança de entender como reproduzir a espécie em aquários. Os esforços de propagação no Mandalay Bay fracassaram e, em abril de 2007, todos os indivíduos haviam morrido ou sido transferidos. Também em 2006, seis peixes filhotes foram transferidos do Buraco do Diabo para o Willow Beach National Fish Hatchery [en] no Arizona. Além disso, os dezoito indivíduos restantes do refúgio da Represa Hoover foram transferidos para Willow Beach. Embora os primeiros esforços de reprodução tenham sido bem-sucedidos e quatro larvas tenham sobrevivido até a idade adulta, todos os indivíduos morreram em dezembro de 2006, possivelmente devido a uma forma de leucemia.
No início da década de 2010, uma réplica em escala real dos 6,7 m superiores do Buraco do Diabo foi construída no novo Ash Meadows Fish Conservation Facility (AMFCF), resultando em um tanque de 380.000 L. Localizado a menos de uma milha de distância, esse refúgio imita de perto o Buraco do Diabo, incluindo a química da água, a plataforma de desova e a luz solar natural. No entanto, ele difere intencionalmente na temperatura e no teor de oxigênio dissolvido. A temperatura é de 2 a 3 °C mais fria do que a do Buraco do Diabo e o teor de oxigênio dissolvido é dobrado na tentativa de reduzir o estresse térmico e respiratório dos peixes.
A população de peixinho-do-buraco-do-diabo do Buraco do Diabo no AMFCF foi criada com a retirada de ovos do Buraco do Diabo. No entanto, os ovos são removidos somente em épocas do ano em que é improvável que se desenvolvam em adultos maduros, como no inverno. Acredita-se que a remoção dos ovos durante esse período teria, portanto, o menor impacto sobre o tamanho da população em Buraco do Diabo. Quando transferidos para o AMFCF, os ovos são expostos a tratamentos antifúngicos, antibacterianos e antiparasitários. Eles são criados no aquário até a idade adulta, quando então são transferidos para o grande tanque de refúgio. Esse procedimento também é seguido para os ovos postos no tanque de refúgio. Embora tenham sido feitos esforços para remover o besouro predador Neoclypeodytes cinctellus do tanque da população em cativeiro para diminuir sua depredação dos ovos, ele não foi removido do Buraco do Diabo. Não se sabe como a remoção da espécie poderia afetar o ecossistema do Buraco do Diabo, e o número de besouros no Buraco do Diabo é menor do que no tanque que abriga a população em cativeiro.
Em 2021, os esforços do Ash Meadows Fish Conservation Facility foram considerados “muito bem-sucedidos”(25:10) na manutenção de uma população de refúgio. Pelo menos cinquenta peixes em cativeiro povoaram o refúgio em 2019, com mais 10 a 20 em tanques de propagação.

#### Custos e opinião pública

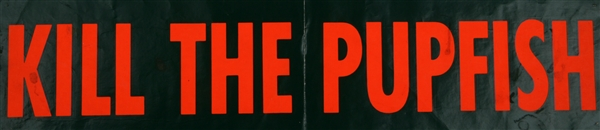
Adesivo automotivo da década de 1960 expressando hostilidade contra o peixinho-do-buraco-do-diabo.

Milhões de dólares foram gastos para conservar o peixinho-do-buraco-do-diabo. Somente a construção do Ash Meadows Fish Conservation Facility, inaugurado em 2013, teve um custo estimado de US$ 4,5 milhões. Os esforços de conservação de janeiro de 2006 a maio de 2007 foram de US$ 750.000. O processo judicial sobre os direitos de extração de água subterrânea concluiu que a família Cappaert, que investiu US$ 7 milhões na abertura de um rancho na área, não poderia mais retirar a mesma quantidade de água. O advogado da família Cappaert criticou o fato de a Suprema Corte ter escolhido os interesses de um peixe em detrimento das pessoas, e um editor de jornal da vizinha Pahrump ameaçou despejar um pesticida em Buraco do Diabo para matar todos os peixes. Em resposta aos adesivos automotivos que diziam “Save the Pupfish” (Salve o peixinho-do-buraco-do-diabo) distribuídos pelo Desert Fishes Council, o Comissário do Condado de Nye, Robert Rudd, produziu adesivos que diziam “Kill the Pupfish” (Mate o peixinho-do-buraco-do-diabo). A família Cappaert vendeu o rancho no final da década de 1970.

### Tendências populacionais
As pesquisas populacionais do peixinho-do-buraco-do-diabo começaram em 1972. Desde então, as contagens de população têm sido realizadas usando os mesmos métodos, com pesquisadores de mergulho autônomo contando os peixes a partir de profundidades de 30 m, enquanto os pesquisadores acima da água contam os indivíduos na plataforma rasa. As pesquisas são realizadas duas vezes por ano, uma durante a primavera e outra durante o outono.
De 1970 a 1996, a população média foi de 324. Os picos populacionais foram registrados em 1980, 1990 e 1995, com contagens de 541 a 548 indivíduos. Desde 2005, a população do Buraco do Diabo tem estado abaixo de 200 indivíduos, embora a população flutue dependendo da estação do ano. O baixo crescimento de algas e outras condições de inverno fazem com que as populações da primavera sejam de 35 a 65% da população do outono. Os motivos do declínio da população não são claros. Um estudo de 2014 determinou que o peixinho-do-buraco-do-diabo tinha de 26 a 33% de chance de ser extinto nos próximos vinte anos.
Em novembro de 2005, os mergulhadores contaram apenas 84 indivíduos na população de Buraco do Diabo, o mesmo que a população da primavera, apesar das observações de postura de ovos e filhotes durante o verão. Em 2007, entre 38 e 42 peixes foram deixados em Buraco do Diabo.
A contagem de peixinho-do-buraco-do-diabo aumentou no outono de 2008 para 126, o primeiro aumento constante em mais de 10 anos. Em abril de 2013, a U.S. Fish and Wildlife informou que apenas 35 peixes permaneciam em seu habitat natural, mas aumentou para 92 quando medidos novamente em 2014. Na primavera de 2016, uma contagem periódica encontrou 115 dos peixes vivendo nas águas. Na primavera de 2019, a população de peixinho-do-buraco-do-diabo chegou a 136, a maior população da primavera desde 2003.
As contagens populacionais foram suspensas em 2020 devido à pandemia de COVID-19; no entanto, a coleta de ovos para cultivo ex situ continuou. Os observadores notaram sinais encorajadores de crescimento populacional, e durante a contagem seguinte, em abril de 2022, foram observados 175 peixinhos-do-buraco-do-diabo. A população continuou a crescer, com 263 peixinhos-do-buraco-do-diabo observados em setembro de 2022. Na primavera de 2024, a população era de 191 indivíduos, a maior contagem na primavera em 25 anos. O aumento de nutrientes para o crescimento de algas, arrastados para o Buraco do Diabo pelo escoamento do furacão Hilary em 2023, pode ter contribuído para a proliferação do peixinho-do-buraco-do-diaboa.